# Jaświły (Białoruś)
Jaświły (biał. Ясвілы; ros. Ясвилы) – chutor na Białorusi, w obwodzie grodzieńskim, w rejonie werenowskim, w sielsowiecie Żyrmuny, przy linii kolejowej Lida – Bieniakonie.
Dawniej zaścianek. W dwudziestoleciu międzywojennym leżały w Polsce, w województwie nowogródzkim, w powiecie lidzkim, w gminie Żyrmuny.